# Р132 (Росія)
Р132 "Золоте кільце" — кільцева автомобільна дорога федерального значення, що проходить через міста Ярославль — Кострома — Іваново — Володимир — Гусь-Хрустальний — Рязань — Михайлов — Тула — Калуга — Вязьма — Ржев — Твер — Угліч — Ярославль. На всьому протязі має асфальтове покриття. Довжина 1514,9 км. Найдовша кільцева дорога Росії.

## Історія
Спочатку автомобільна дорога проходила маршрутом Калуга — Тула — Михайлов — Рязань.
9 квітня 2020 постановою Уряду Росії № 465 «Про внесення змін до переліку автомобільних доріг загального користування федерального значення» у федеральну власність було передано понад 994 км регіональних трас, що проходять по території 11 суб'єктів Російської Федерації, які увійшли до складу траси Р132. Загальна протяжність траси, яка отримала назву туристичного маршруту «Золоте кільце», становила 1514,9 км.

## Реконструкція
Автодор розглядає проект будівництва швидкісної автотраси на основі наявної мережі доріг, але також включає нове будівництво. Передбачається, що це буде дорога першої технічної категорії зі швидкістю 110 км/год. Терміни будівництва нової траси та обсяги фінансування поки що не визначені.
- Ділянка дороги в Іванівській області, з 182 км по 190 км, розширена до 4 смуг[3];

## Зображення

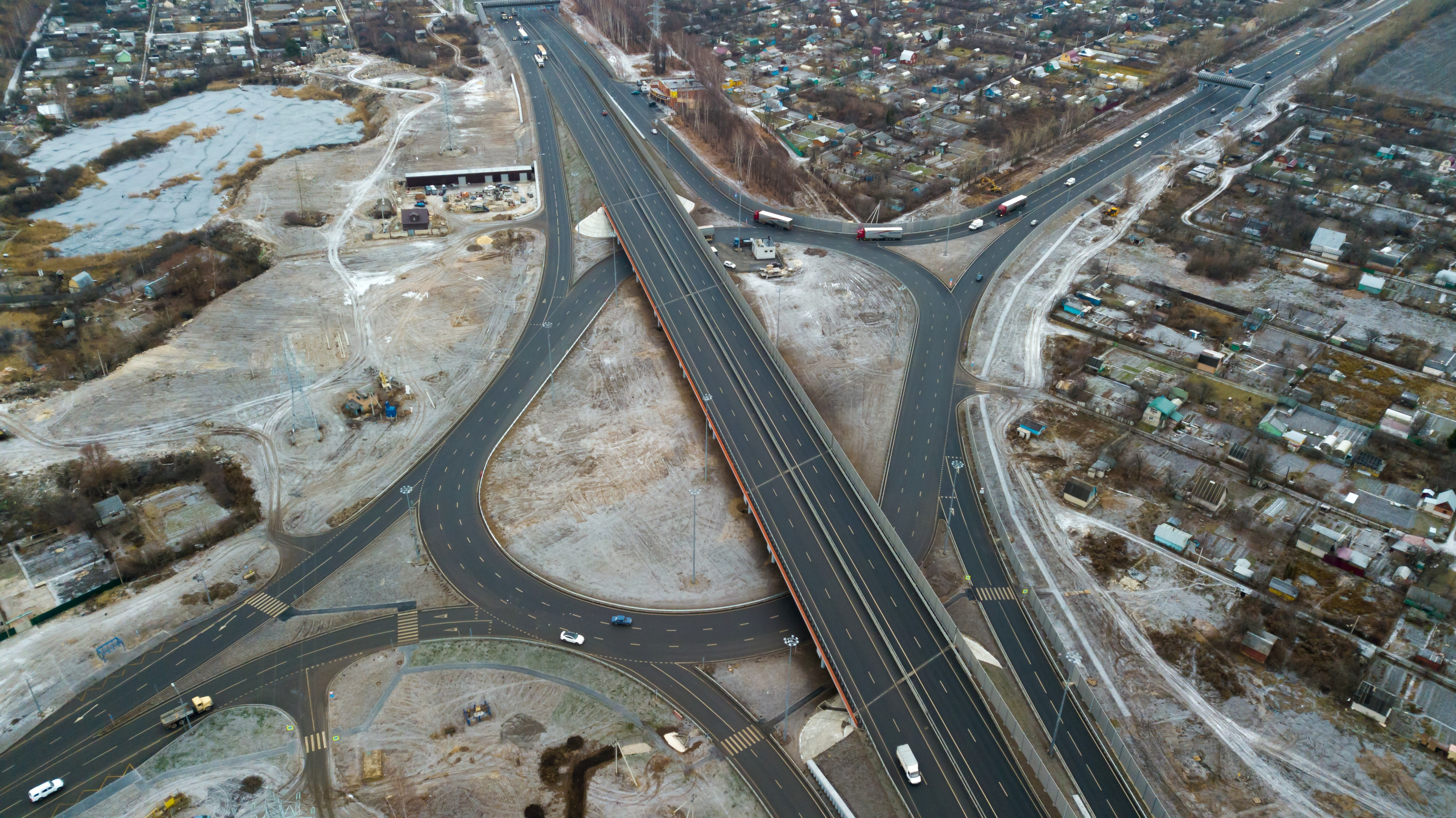
Безсвітлофорна транспортна розв'язка на перетині федеральних автошляхів М-5 «Урал» та Р132 у Рязанській області, відкрита у листопаді 2018 року
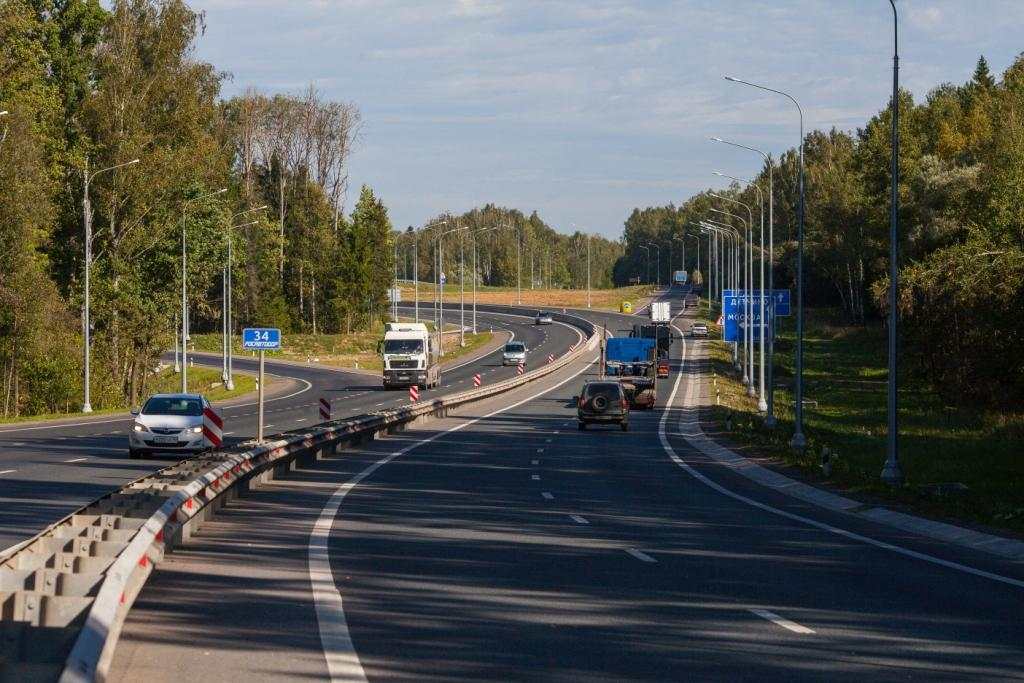
Обхід міста Калуга від М-3 «Україна» у складі автодороги Р-132 із розв'язкою на село Детчино
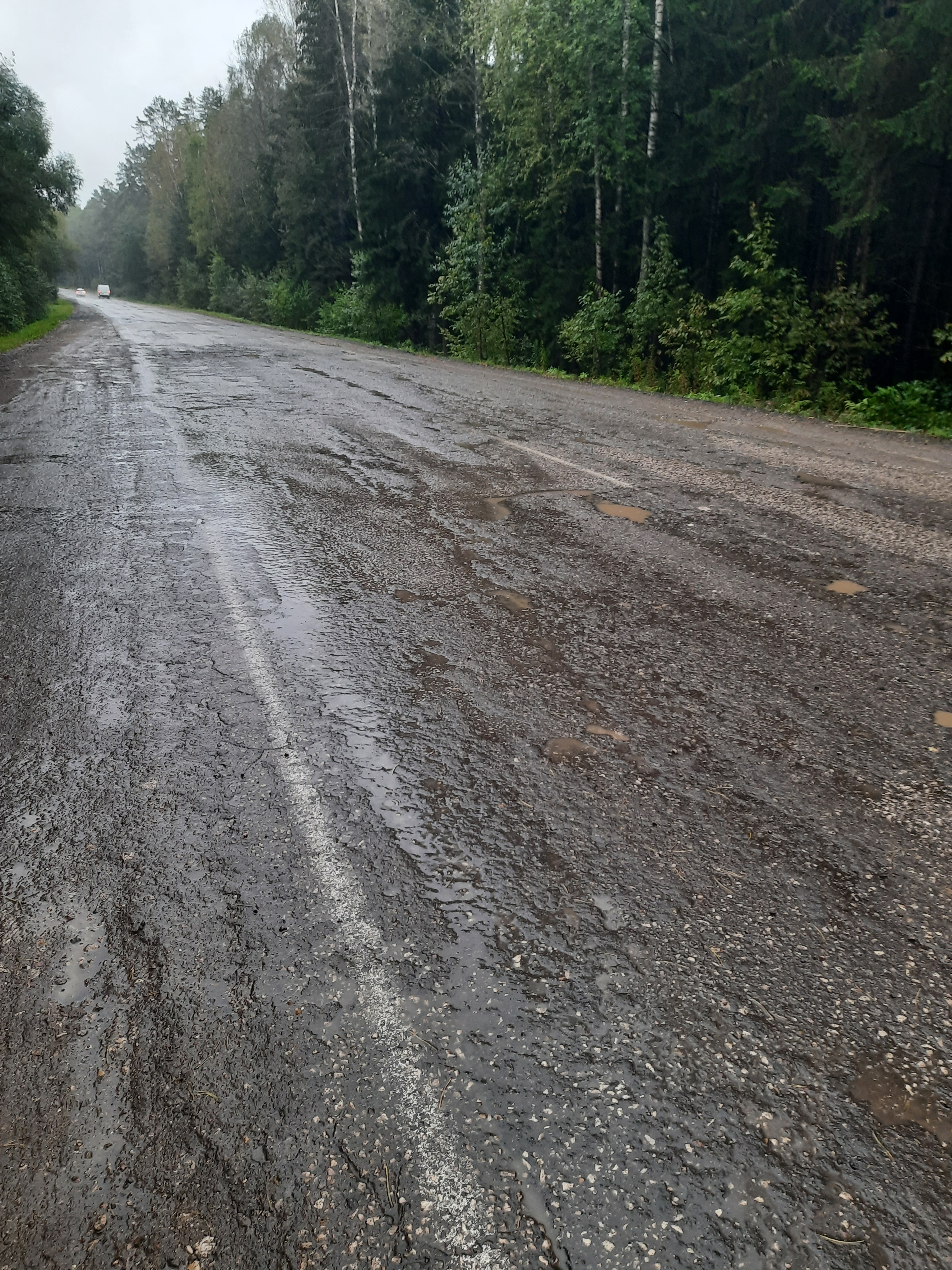
Стан автодороги на кордоні Смоленської та Калузької області на осінь 2021 року